# مايدنهيد (إنجلترا)
ميدنهيد (بالإنجليزية: Maidenhead)‏ هي مدينة سوق في منطقة وندسور الملكية ومايدنهيد في مقاطعة بيركشاير، إنجلترا، على الضفة الجنوبية الغربية لنهر التمز، وتشكل جزءًا من الحدود مع جنوب باكنجهامشاير. قُدر عدد السكان بنحو 70,374 نسمة.
تقع البلدة على بعد 27 ميلاً (43 كيلومترًا) غرب شارينج كروس في لندن و13 ميلاً (21 كيلومترًا) شرق شمال شرق مدينة مقاطعة ريدينج. تختلف البلدة عن دائرة انتخابية البرلمانية ميدنهيد، التي تشمل عددًا من الضواحي الخارجية والقرى، بما في ذلك القرى التي تشكل جزءًا من بلدية ووكينغهام مثل توايفورد وتشارفيل وريمنهام وروسكومب ووارغريف.

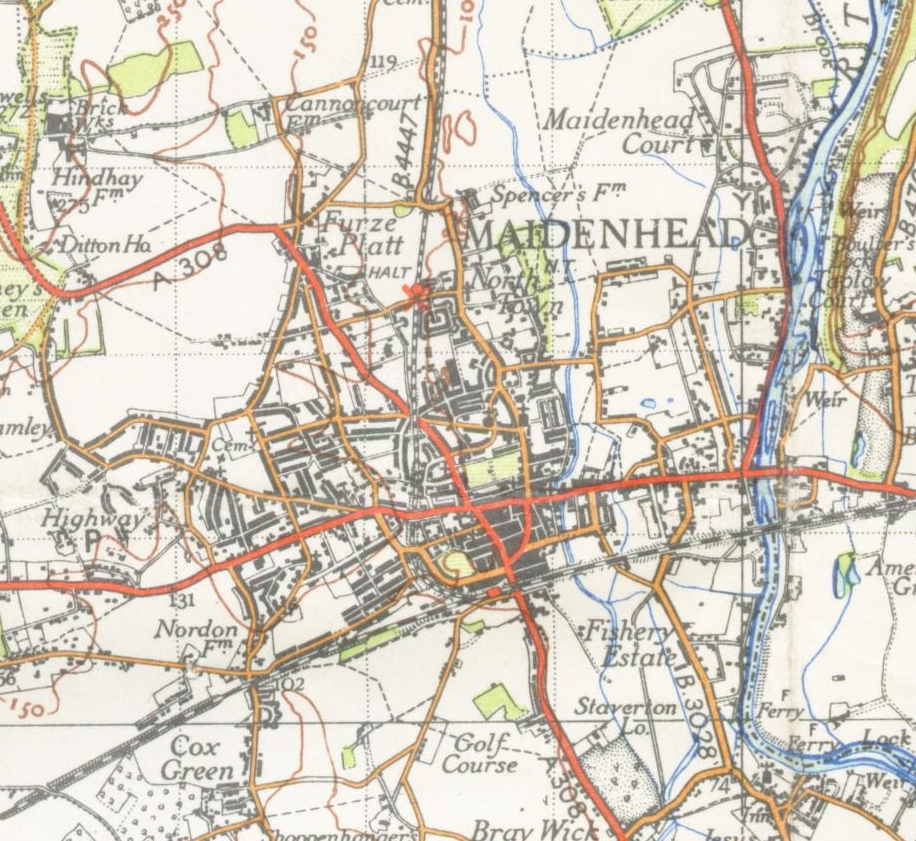
خريطة ميدنهيد من عام 1945.

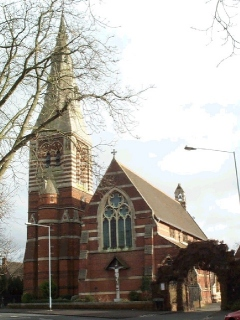
العمارة الفيكتورية الكلاسيكية، كنيسة جميع القديسين، بوين هيل.

زعم المؤرخ جون ليلاند أن المنطقة المحيطة بوسط مدينة ميدنهيد الحالية كانت مستوطنة رومانية صغيرة تُدعى "ألاونودونوم". وقد أشار إلى أنها اختفت تقريبًا تمامًا بنهاية الاحتلال الروماني. على الرغم من أن مصدره غير معروف، إلا أن هناك أدلة موثقة وأدلة مادية على وجود استيطان روماني في المدينة. هناك موقعان معروفان جيدًا لفيلات رومانية في المدينة، أحدهما في ضاحية كوكس غرين، والآخر غرب وسط المدينة على تلة القلعة. كانت هذه الفيلا على مسار طريق كاملت واي الذي كان طريقًا رومانيًا يربط بين سيلتشيستر (كاليفا أترباتوم) وكولتشستر (كامولودونوم) عبر سانت ألبانز (فيروالاميوم) ويمر عبر وسط المدينة الحالي. تم اكتشاف بقايا من الطريق في مواقع مختلفة قريبة، ولكن مساره الدقيق غير واضح.
يعود اسم مايدنهيد إلى المنطقة على ضفاف النهر حيث تم بناء أول "رصيف جديد" أو "ميدن هايث" في أوقات السكسون. في عام 870، اجتاح جيش دانماركي مملكة ويسكس. هم نزلوا من قواربهم الطويلة عند الرصيف ومعبر العبَّارات في ميدنهيد وقاتلوا طريقهم بريًا حتى وصلوا إلى ريدينغ حيث نصبوا مخيمًا وجعلوها مقرَّهم الإقليمي. كانت منطقة وسط المدينة الحالية في الأصل بلدة أنجلوسكسونية صغيرة تُعرف باسم "ساوث إلينجتون". من المرجح أن تطورت المدينة على طريق كاملت على موقع ألاونودونوم، حيث أن طريق الحمام لم يتم إعادة توجيهه إلا في القرن الثالث عشر. يُسجل ميدنهيد في كتاب الدومسدي كمستوطنة إيلينجتون في مئة بينهورست.
شُيّد جسر خشبي عبر النهر حوالي عام 1280 ليحل محل العبارة في جنوب إلينجتون. تم تحويل الطريق الكبير إلى الغرب باتجاه ريدينغ وغلوستر وبريستول عبر الجسر الجديد. في السابق، كان يتبع الجانب الشمالي ويعبر نهر التيمز عبر موقع معبور في كوكهام، ونمت المدينة الوسطى في وقت لاحق لتصبح ميدنهيد على موقع ألاونودونوم وساوث إلينجتون، بين الجسر الجديد وأسفل تلة القلعة. في غضون بضع سنوات، أُنشئ رصيف جديد بجوار الجسر ليحل محل رصيف الساكسون القديم الذي يحتاج إلى الإستبدال. في هذا الوقت، أُسقط اسم ساوث إلينغتون وأصبحت المدينة تُعرف باسم مايدنهايث. أقرب سجل لهذا التغيير في الاسم يظهر في سجلات محكمة براي لعام 1296.
أدى الجسر الجديد والرصيف إلى نمو ميدلتون ميدنهيد كميناء نهري وبلدة تجارية في العصور الوسطى. تطورت البلدة الحالية كمستوطنة خطية في القرن 13 على طول الطريق المحولة حديثًا مع وجود نزل وغرف ملكية وكنيسة مخصصة للقديسة ماري مغلطا في منتصف الطريق. كانت السوق تُعقد خارج دار النقابة القديمة التي كانت متراجعة عن الشارع الرئيسي لتشكيل ساحة السوق. أصبحت ميدنهيد أيضًا أول نقطة توقف للحافلات القادمة من لندن إلى جلوستر وباث، وأصبحت المدينة مليئة بالعديد من النزل. في منتصف القرن 18، كانت ميدنهيد واحدة من أكثر المدن المزدحمة بالحافلات في إنجلترا مع أكثر من تسعين حافلة تمر يوميًا عبر المدينة. يُعتبر فندق الدب في شارع هاي الممتد إلى اليوم أفضل نزل للحافلات القديمة في المدينة الذي استمر حتى اليوم.
الملك تشارلز الأول التقى بأطفاله للمرة الأخيرة قبل إعدامه في عام 1649 في نزل الغريهاوند على شارع هاي، الموقع الذي أصبح اليوم فرعًا لبنك ناتويست، حيث يُذكر اللقاء بلوحة تذكارية عندما وصلت السكك الحديدية الكبرى الغربية إلى المدينة، بدأت في التوسع. تم استبدال الطرق الوحلية وتركيب الخدمات العامة. بدأت شارع هاي تتغير مرة أخرى، وظهرت بنية تحتية ضخمة مكونة من الطوب الأحمر الفيكتوري في جميع أنحاء المدينة. أصبحت مايدنهيد ككيان خاص بها في عام 1894، حيث تم فصلها عن الأماكن المدنية لكل من براي وكوكهام. تأسست كتيبة مايدنهيد للجيش الخلاصي في المدينة للمرة الأولى في منتصف الثمانينيات من القرن التاسع عشر. تأسس فرقة كتيبة ميدنهيد للجيش الخلاصي قريبًا في عام 1886 بقيادة مدير الفرقة ويليام توماس، الذي أصبح في وقت لاحق عمدة المدينة. في عصر الملك إدوارد، أصبحت منطقة بولترز لوك المجاورة مكانًا مفضلًا، خاصةً في أحد أيام أسكوت، وأصبح فندق سكيندلز مشهورًا بالعلاقات غير المشروع.

## الحكم

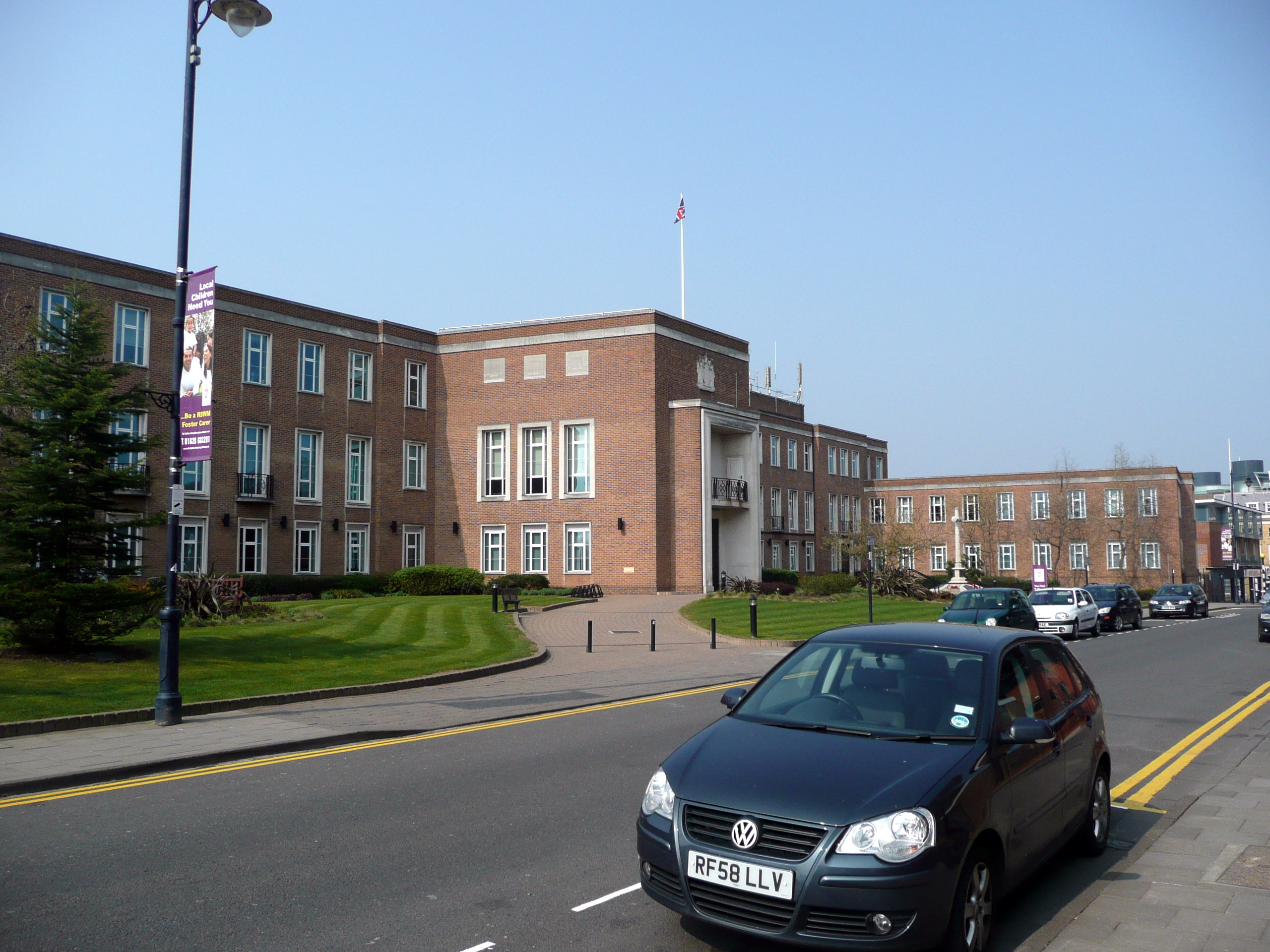
قاعة مدينة مايدنهيد.

المدينة تنتمي إلى البلدية الملكية لويندسور وميدنهيد، وتمتلك سكاناً حضريين يبلغ عددهم حوالي 150,000 نسمة. حاليًا، يشغل المستشار أندرو جونسون منصب قائد الحكومة المحافظة المملوكة. وكانت في السابق منطقة بلدية مستقلة. كانت بلدة ميدنهيد في السابق جزءًا من دائرة البرلمان في وندسور ومايدنهيد، وهي مقعد آمن للمحافظين. ألغت لجنة الحدود هذه الدائرة الانتخابية في الانتخابات العامة لعام 1997 نظرًا لأن عدد الناخبين أصبح كبيرًا جدًا، مما أدى إلى تقسيمها إلى المقعدين الجديدين في وندسور ومايدنهيد.
ظلت حزب المحافظين يفوز بمقعد ميدنهيد في كل انتخابات منذ تأسيسه في عام 1997. تم انتخاب تيريزا ماي عضوة البرلمان في عام 1997 وقد شغلت مقعد ميدنهيد منذ ذلك الحين. وبصفتها عضوة في البرلمان، شغلت عدة مناصب وزارية، وتم تعيينها رئيسة وزراء المملكة المتحدة في 13 يوليو 2016. تنحىت ماي عن منصب رئيس الوزراء في 24 يوليو 2019، ولكنها ما زالت تخدم كعضوة في البرلمان عن ميدنهيد. وهو اليوم أحد أكثر مقاعد المحافظين أمانًا في البلاد، حيث يتقدم المحافظون بنسبة 35 نقطة مئوية على ثاني أكبر حزب (حزب العمال) في عام 2017. عمدة وندسور ومايدنهيد هو المستشار سايونارا لوكستون ( محافظ ).

## الجغرافيا
تتضمن منطقة ميدنهيد الحضرية المناطق الحضرية والضواحي داخل حدود المدينة، والتي تشمل ميدنهيد كورت، نورث تاون، فورز بلات، بينكنيز جرين، هايواي، تيتل رو، بوين هيل، فيشيري وبراي ويك، بالإضافة إلى المناطق المبنية المتصلة في الأقضية المدنية المحيطة: كوكس جرين وألتوود في أقضية كوكس جرين، ووودلاندز بارك في أقضية وايت والثام، وجزء من براي ويك في أقضية براي. ترتبط قرية براي بميدنهيد من خلال منطقة الصيد الحصرية التي تقع على الضفة الغربية لنهر التيمز.
إلى الشرق، على الجانب المقابل للنهر من ميدنهيد، تقع قرية تابلو الكبيرة في باكينغهامشير، والتي تقترب تقريبًا من القرية الضاحية بيرنهام في باكينغهامشير، والتي بدورها تقترب تقريبًا من المنطقة الحضرية للبلدة الصناعية الكبيرة سلاو. وإلى الشمال تقع كوكهامز، كوكهام فيليدج، كوكهام رايز، وكوكهام دين. وإلى الغرب تقع منطقة بينكنيز جرين. تقع هذه المناطق جنوب الحدود بين بيركشير وباكينغهامشير، والتي تتكون من نهر التيمز (الذي ينحني جنوبًا لتشكيل حدود ميدنهيد وتابلو). وتقع قرية براي وبراي ويك إلى الجنوب مجاورة للقرية الضاحية هوليبورت. ومن ثم، إذا استمرينا بالسفر بالطريق إلى الجنوب الشرقي، ستصلين إلى المدن التوأم التاريخيتين الملكيتين ويندسور وإيتون.
كانت ميدنهيد في الأصل المحطة الغربية المخطط لها لخط القطار الكروسريل (إلى لندن ومن خلالها) حتى تم اختيار محطة ريدينج، التي تقع على بعد 13 ميلاً (21 كيلومترًا) جنوب غرب ميدنهيد. تقع ميدنهيد مباشرة غرب تابلو ريدج؛ وهو نتوء مغطى بالغابات من سلسلة جبال تشيلترنز، والذي يرتفع بشكل ملحوظ فوق إحدى أجمل مقاطع نهر التيمز. يتوج هذا النتوء بقصر كليفدن المذهل الذي يمكن رؤيته من أجزاء متعددة من المدينة. تحتوي ميدنهيد على موقع ذو أهمية علمية خاصة (SSSI) في الأطراف الشمالية للمدينة يُعرف باسم حفرة مزرعة كانونكورت، حيث تم اكتشاف أكبر فأس يدوي من عصر الباليوليت في بريطانيا.  المدينة تحتوي أيضاً على منطقة طبيعية محلية تُعرف بـ "الجليت".
في 12 يوليو 1901، دخلت ميدنهيد سجلات الطقس في المملكة المتحدة بأعلى كمية هطول مطر خلال 60 دقيقة بلغت 92 ملم (3.6 بوصة). حتى يوليو 2015، لا يزال هذا الرقم قيد السجلات.

## المعالم

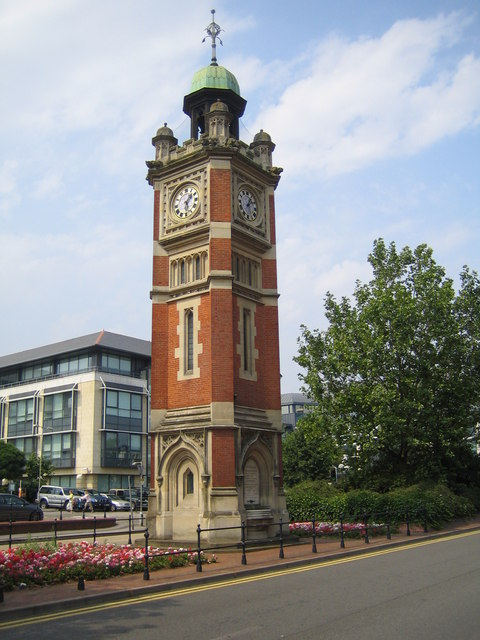
برج ساعة ميدنهيد خارج محطة السكة الحديد.

يعود تاريخ جسر مايدنهيد الحالي، وهو معلم محلي، إلى عام 1777 وتم بناؤه بتكلفة 19000 جنيه إسترليني. تأخذ الطريق A4 العبور عبر نهر التيمز لربط ميدنهيد بتابلو. تم اكتمال كنيسة جميع القديسين في بوين هيل في عام 1857، وهي واحدة من أفضل أمثلة الأعمال الأولى للمهندس المعماري ج. إي. ستريت. يُعتبر الموقع أيضًا بوصفه الموقع المعماري الرئيسي في المدينة بنظر العديدين. تم تكريس الكنيسة في 2 ديسمبر 1857 من قبل الأسقف صمويل ويلبرفورس، وأصبحت أول منطقة كنسية في بلدية ميدنهيد. وبعد عشر سنوات، في عام 1867، أسس شقيقه ويليام ويلبرفورس الأصغر كنيسة كاثوليكية أدت إلى كنيسة القديس يوسف.
بُني برج ساعة ميدنهيد احتفالًا بالذكرى الماسية للملكة فيكتوريا ويقع خارج محطة القطار. وتعد بولترز لوك نقطة قفل على نهر التيمز على الجانب الشرقي من ميدنهيد، وهي مجاورة لجزيرة راي ميل. بالإضافة إلى ذلك، تحتوي المدينة على مجموعة متنوعة من التماثيل المختلفة التي تشكل جزءًا من صورة معترف بها للمدينة، بما في ذلك تمثال "الصبي والزورق" في أعلى الشارع الرئيسي بالقرب من الكنيسة الميثودية.

## التاريخ
يعود تاريخ مايدنهيد إلى فترات الاستيطان القديمة، مع العودة إلى الفترات الأنجلوسكسونية والرومانية. وعلى الرغم من ذلك، لا توجد أي آثار معمارية ظاهرة في المدينة في الوقت الحالي تشير إلى ذلك. على الرغم من وجود مناطق سكنية جذابة ومناطق خضراء في ميدنهيد ومحيطها، إلا أن الجزء التاريخي من قلب المدينة قد تم إعادة تطويره بشكل رئيسي ليتحول إلى مساحات مكتبية ومقار لشركات التكنولوجيا العالية وشقق سكنية، مما جعلها واحدة من المدن الرئيسية للأعمال والمتعاملين يوميًا في ممر السيليكون. وقد حدث ذلك تدريجيا على مدى الأربعين سنة الماضية، وقد فقدت وسط ميدنهيد معظم المباني التاريخية والكثير من طابعها التقليدي كبلدة إنجليزية تقليدية. وتحتوي مناطق الشارع الرئيسي وشارع الجسر على مبنى واحد من العصور الوسطى تمت ترميمه بشكل كبير وعدد قليل من المباني الجورجية في منطقة أقوسة الكنيسة.
صُنفت ميدنهيد كمدينة مستنسخة حسب بحث أجرته مؤسسة الاقتصاد الجديد، ويعتبر مركز المدينة في حاجة إلى تحسين. في ديسمبر 2007، أسست البلدية الملكية وندسور وميدنهيد شراكة لإعادة تنمية ميدنهيد (بروم)، والتي قدمت في أكتوبر 2008 رؤية وخطة عمل شاملة تمتد على مدى 20 عامًا لإحياء مركز المدينة. تزامن إطلاق هذه الخطة مع تأكيد من الحكومة المركزية بأن ميدنهيد ستكون جزءًا من مشروع القطار السريع الجديد "كروسريل". سلطت خطط شراكة بروم الضوء على خمسة تطورات رئيسية ستساعد في تشكيل المدينة للمستقبل.
من المقرر قريبًا بناء مشروع تجاري وسكني كبير جديد يُعرف باسم "ذا لاندينغ". بالإضافة إلى ذلك، سيتم ترقية محطة السكك الحديدية ومركز النقل، ونقل مركز الترفيه إلى حديقة برايويك، ونقل نادي البولز، وتحسين الروابط بين حديقة كيدويلز والشارع الرئيسي. هناك أيضًا خطط لهدم مركز التسوق نيكولسونز الذي تم بناؤه في الستينيات واستبداله بمنطقة تجارية وسكنية جديدة مبنية حول شبكة من الشوارع التاريخية المحيَّلة ومصنع لإنتاج البيرة الصغيرة. ساحة مدينة جديدة تضم محلات تجارية ومطاعم وشقق سكنية قيد الإنشاء حاليًا بين المكتبة المركزية وقاعة المدينة.
يجري بناء مشروع "شابل آرشيز" التجاري والسكني حاليًا. جزءٌ من هذا المشروع يتضمن استعادة تربيات نهر التيمز القديمة التي تمر عبر جزء تاريخي من وسط المدينة. سيقوم هذا التطوير بجلب منطقة جذابة على ضفاف النهر تضم شققًا جديدة ومحلات بوتيك ومطاعم وبارات ومقاهي لتصبح سمةً مميزة في هذا الجزء الجديد من وسط المدينة. تم استعادة الجزء التاريخي المجاور لشارع الجسر "تشابل آرشيز" الذي يعود إلى القرن الثامن عشر كجزء من هذا التطوير. تم تجديد المباني الجورجية والفيكتوريانية القائمة بالفعل، وتم بناء المباني الجديدة المجاورة بشكل حساس في نفس النمط التاريخي لإعادة إحياء الذاكرة التاريخية والتراث المفقود لهذا الجزء من وسط المدينة. ميدنهيد كانت موقعًا لمؤتمر الراديو الهواة الذي اتفق على معيار نظام تحديد الموقع "ميدنهيد لوكيتور" في عام 1980.

## مرافق المجتمع

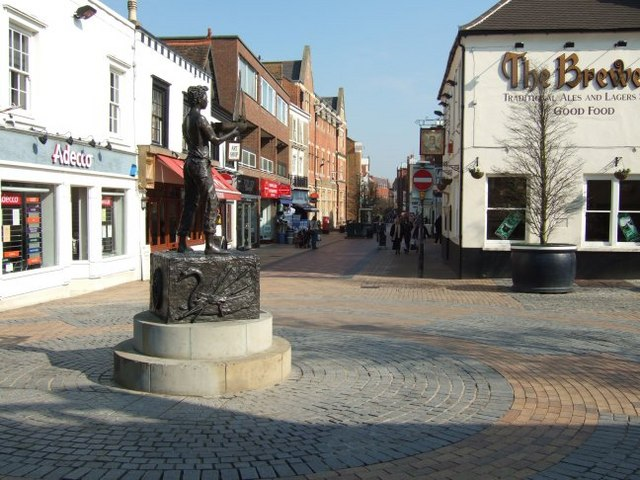
شارع ميدنهيد هاي ستريت.

تقدم ميدنهيد مرافق تسوق على الشارع الرئيسي بما في ذلك مركز نيكولسونز، وهو مركز تسوق يقع على موقع مصنع نيكولسون للجعة. توفر المدينة أيضًا سينما متعددة الشاشات تابعة لشركة أوديون تحتوي على ثمانية شاشات. كما تقدم السلطة المحلية خدمة "شوبموبيليتي"، حيث يمكن لأولئك الذين يعانون من إعاقات جسدية استعارة دراجات الهمس للتنقل حول المدينة. تأسس مركز ميدنهيد للتراث في عام 1993 وانتقل إلى مقر دائم في مبنى سابق كان بوب في شارع بارك.
في منطقة بوين هيل، توجد "مركز نوردن فارم للفنون" (مركز فنون يتضمن مسرحًا). ومزرعة والثام بلايس على تلة الكنيسة تشمل حديقة زينة متكاملة داخل مزرعة عضوية وبيودينامية تمتد على مساحة 200 فدان (80 هكتار). وهذا المشروع معترف به من قبل حملة حماية الريف الإنجليزي. المساحة المفتوحة ريتلينغر في طريق نادي الحرس تم اسماؤها على اسم هنري ريتلينغر، وهو مجمع بارز للفنون الجميلة. عند وفاته في عام 1950، تم نقل المجموعة إلى الثقة، والتي تمثل الهبة هنري ريتلينغر. كانت الأمينة هي ابنته المتبناة، السيدة م. كوك، ومحام ميدنهيد، الذي اختار أن يستضيف المجموعة في منزل أولدفيلد، الذي أصبح الآن مسكنًا خاصًا؛ حيث يعود تاريخ المبنى إلى عام 1892.
قامت المنطقة الملكية في وندسور وميدنهيد ببناء مركز ترفيهي جديد في المدينة ليحل محل مركز ماجنيت الترفيهي القديم الذي يقع شرق متنزه كيدويلز. تم افتتاح المنشأة الجديدة، مركز براويك الترفيهي، في سبتمبر 2020. يوجد بالمدينة أيضًا العديد من المراكز المجتمعية، بما في ذلك 4 طريق مارلو، وهو مركز للشباب والمجتمع يقع بجانب متنزه كيدويلز بالقرب من وسط المدينة. تقام هنا العديد من الأنشطة، بما في ذلك أوقات حضور الشباب المجدولة بالإضافة إلى دروس الرقص المقدمة بشكل خاص في استوديوهات الرياضة والرقص الكبيرة. توجد صالة ألعاب رياضية مفتوحة للعامة في مدرسة فورز بلات، في شمال ميدنهيد.

## وسائل النقل العامة

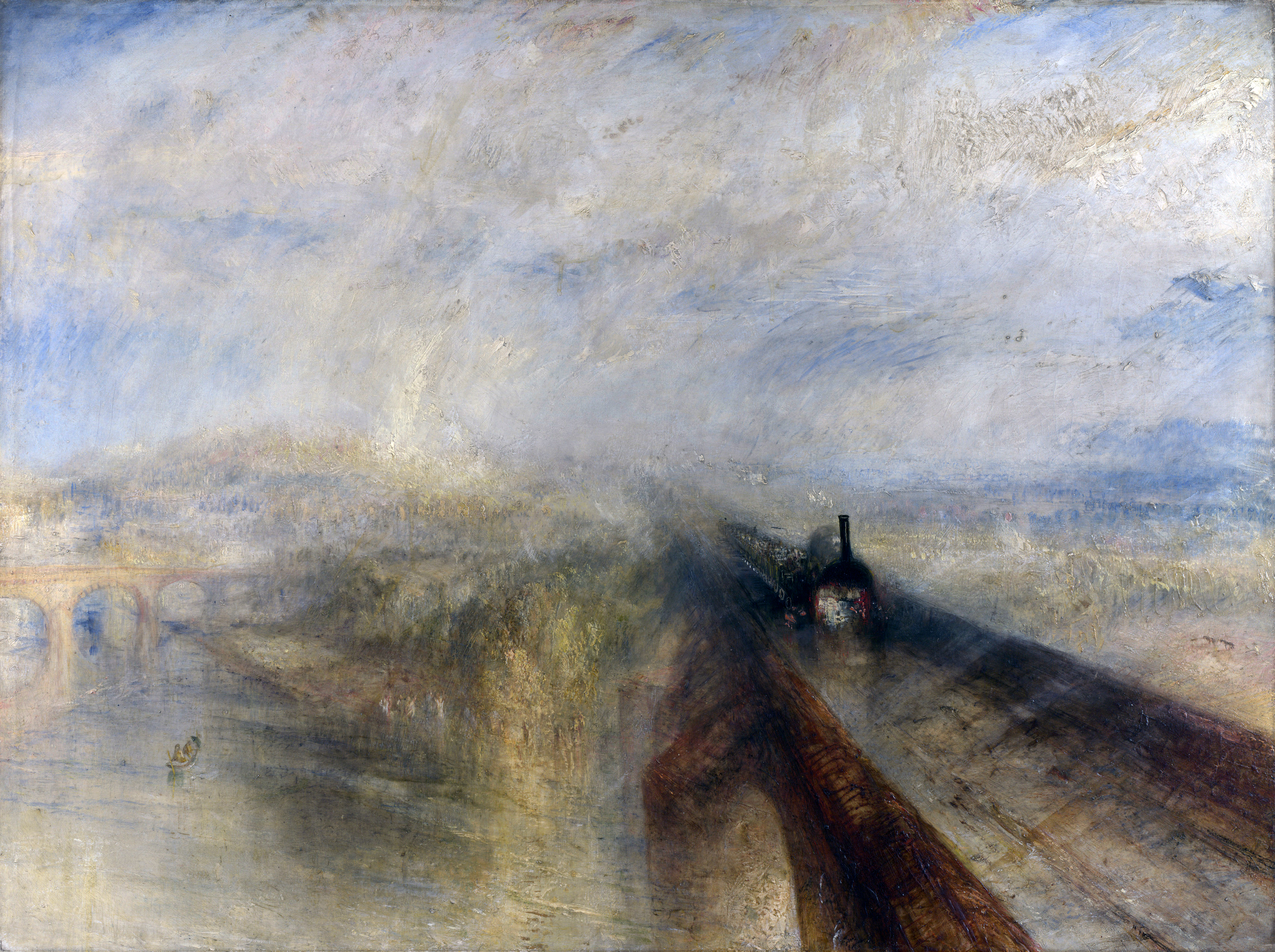
لوحة "المطر والبخار والسرعة - السكك الحديدية الكبرى للغرب" للفنان تيرنر (1844) تصور جرار السكك الحديدية الأولي للسكك الحديدية الكبرى للغرب وهو يعبر نهر التايمز على جسر السكك الحديدية ميدنهيد الذي انتهى تنفيذه مؤخرًا بتصميم برونيل.

الخط الرئيسي للسكك الحديدية الكبرى (الذي تم بناؤه بواسطة برونيل) يمر عبر المدينة ويتوقف في محطة السكك الحديدية ميدنهيد، حيث يوفر خدمات مباشرة ومتكررة إلى لندن وردينج ونيوبوري وديدكوت وأكسفورد. بالإضافة إلى ذلك، هناك خدمات مباشرة أقل تواترًا إلى بانبري وهيرفورد ووورسيستر وجريت مالفرن. يمر الخط فوق جسر السكك الحديدية ميدنهيد برونيل (المعروف محليًا بـاسم القوس الصوتي) الذي اشتهر بأقواسه المسطحة المبنية من الطوب. محطة ميدنهيد هي نقطة انطلاق فرع خط مارلو من ميدنهيد إلى مارلو في باكينغهامشير. تخدم محطة فورز بلات للسكك الحديدية على هذا الفرع أيضًا المنطقة الشمالية لميدنهيد. تم تقديم خدمات السكك الحديدية من قبل شركة جريت ويسترن منذ عام 2003-2004.
تقدم خدمات الحافلات المحلية من قبل شركات فرست بيركشاير وذا تيمز فالي، وأريفا شايرز آند إسكس، وثيمز فالي باصز. يعبر الطريق السريع (A4) المدينة ويعبر نهر التيمز عبر جسر ميدنهيد. تقع المدينة بالقرب من تقاطع 8/9 على الطريق السريع (M4) ويمكن الوصول إليها عبر الطرق السريعة A404(M) وA308(M). الطرق السريعة A308(M)، وA404(M)، وA404 تشكل طريق تجاوز مارلو وميدنهيد الذي يعمل أيضًا كرابطة مهمة بين الطريق السريع (M4)، جنوب المدينة، والطريق السريع (M40) في هاي ويكومب. نهر التيمز يمر على بعد نصف ميل (800 متر) إلى الشرق من وسط المدينة، وترتبط نهر يورك، الذي يمر عبر وسط المدينة، بنهر التيمز عبر نظام من المجرور المياه الغير مستخدمة. هناك خطة تجديد تجري حالياً لإعادة فتح هذه المجرورات المائية. نهر جوبيلي، الجزء من مخطط للدفاع ضد الفيضانات، يبدأ فوق قفل بولتر بالقرب من هنا.
في الخطة الأولية لمشروع كروسريل، كان من المتوقع أن تصبح ميدنهيد نهاية الخط، والذي يعرف الآن بخط إليزابيث. ومع ذلك، ومن ثم تمديد الخط إلى ردينغ، والتي تعتبر أيضًا مركزًا رئيسيًا لخط السكك الحديدية الكبرى للغرب. سيقوم الخط بمضاعفة الجدول الزمني الحالي من خدمات القطارات الأربع في الساعة (المشغلة بواسطة خط السكك الحديدية الكبرى الحالي) إلى ثمانية خدمات في الساعة (من خلال الجمع بين خدمات القطارات في الخط إليزابيث وخط السكك الحديدية الكبرى). تم التحكم في خدمتين في الساعة من بادينغتون إلى ردينغ من قبل شركة كروسريل السابقة، السكك الحديدية TfL.
يقع مطار وايت والثام على بعد ميلين فقط إلى الجنوب الغربي من المدينة، وهو قاعدة للطيران العام والتدريب على الطيران.

## التوظيف
تقع ميدنهيد في ممر السيليكون في إنجلترا على طول الطريق السريع M4 غرب لندن. العديد من السكان يتنقلون يوميًا إلى العمل في لندن، أو إلى المدن القريبة مثل سلاو، براكنيل، وردينغ. تشمل صناعات ميدنهيد البرمجيات، والبلاستيك، والصناعات الدوائية، والطباعة، والاتصالات. المدينة تضم أيضًا مكتبًا لوزارة العمل والمعاشات الاجتماعية، وهو مكتب مراكز العمل بلس المحلي الذي يقع في شارع بارك. يفتح من الساعة 9 صباحًا حتى 5 مساءً من الاثنين إلى الجمعة (10 صباحًا يوم الأربعاء) ويقدم المساعدة في البحث عن فرص عمل، بما في ذلك خدمة الوظائف الوطنية. بالإضافة إلى ذلك، كجزء من نشر الحكومة البريطانية لنظام المزايا الاجتماعية الجديد، أصبحت ميدنهيد الآن منطقة خدمة كاملة للعالم الجديد للإعانات الاجتماعية.

## الرياضة

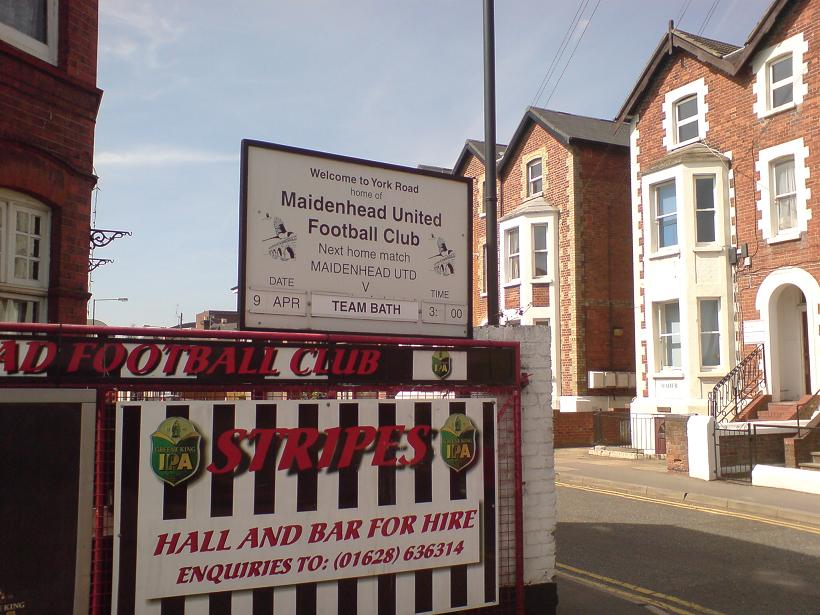
مدخل طريق يورك ، أقدم ملعب لكرة القدم يستخدم بشكل مستمر في العالم.

تقع المدينة على ضفاف نهر التيمز، وهي مركز لرياضة التجديف. ينظم نادي التجديف ميدنهيد سباق ميدنهيد ريغاتا، والذي يُعَدّ مع سباقات مارلو وهنلي ريغاتا من بين المواقع الاختبارية التي غالبًا ما تشهد مشاركة الرياضيين في رياضة التجديف الأولمبية. وعادةً ما تشهد ميدنهيد فوز العديد من اللاعبين الذين يمثلون المملكة المتحدة في دورات الألعاب الأولمبية. فريق كرة القدم في المدينة، ميدنهيد يونايتد، يلعب في ملعب يورك رود، والذي يُعَدّ أقدم ملعب لكرة القدم في العالم الذي يتم استخدامه باستمرار من قبل الفريق نفسه. وقد تُوج ميدنهيد يونايتد بلقب بطل الدوري الوطني الجنوبي في نهاية موسم 2016/17. ونتيجة لذلك، تم ترقيتهم تلقائيًا إلى الدوري الوطني (الدرجة الخامسة من كرة القدم الإنجليزية) لموسم 2017/18. تأسس نادي ميدنهيد لرغبة الرجبي في عام 1921 وهو أكبر فريق رياضي منظم في المدينة. يتكون من أربع فرق رجال وفريق نسائي وبرنامج شباب كبير.

## المؤسسات
الصحيفة المحلية هي "ميدنهيد أدفرتايزر". ميدنهيد كانت موطنًا لفرقة الجيش الخلاصية ميدنهيد سيتادل منذ عام 1886. المقر الرئيسي للجنة مقابر الحرب في الكومنولث موجود في ميدنهيد على طريق مارلو. بالإضافة إلى ذلك، لديها مجموعة من الشركات الخاصة التي تمتلك مقراتها في جميع أنحاء المدينة، بما في ذلك شركة جونسون آند جونسون، الشركة الدوائية العالمية الأمريكية. المدارس تشمل مجموعة متنوعة من أنواع المدارس بما في ذلك المدارس الحرة والأكاديميات.

### مزيد من المؤسسات التعليمية
- يقع مقر كلية بيركشاير للزراعة في ميدنهيد.

على الرغم من وجود مدرسة ثانوية واحدة فقط في المدينة، إلا أن معظم الطلاب الذين يدخلون التعليم الجامعي يسافرون إلى المؤسسات المختلفة في المنطقة، بما في ذلك مجموعة كليات ويندسور فورست (التي كانت في السابق كلية إيست بيركشاير) في ويندسور (بركشاير) ولانغلي في سلاو، وكذلك كلية هينلي في أكسفوردشير وكلية ريدينج (بركشاير).

### المدارس الثانوية[43]
- مدرسة كوكس غرين
- كلية ديسبرو (كانت مدرسة ميدنهيد النحوية سابقًا)
- مدرسة فورز بلات للطلاب الكبار
- كلية هوليبورت (مدرسة داخلية حكومية)
- مدرسة نيولاندز للبنات (كانت مدرسة البنات الثانوية لمدينة ميدنهيد سابقًا)

### المدارس الابتدائية[44]
- مدرسة جميع القديسين الابتدائية التابعة للكنيسة الإنجليزية
- مدرسة الوين الابتدائية
- مدرسة جميعة المحكمة الابتدائية
- مدرسة فورز بلات الابتدائية (تخدم من الاستقبال حتى الصف الثاني)
- مدرسة فورز بلات الابتدائية (تخدم من الصف الثالث إلى الصف السادس)
- مدرسة هوليبورت الابتدائية
- مدرسة لارتشفيلد
- أكاديمية لوبروك الابتدائية
- مدرسة أولدفيلد الابتدائية
- مدرسة ريفرسايد الابتدائية
- مدرسة القديس إدموند كامبيون الابتدائية
- مدرسة القديس لوقا الابتدائية التابعة للكنيسة الإنجليزية
- مدرسة القديسة ماري الابتدائية
- مدرسة ويسكس الابتدائية
- مدرسة الوثيقة الابتدائية التابعة للكنيسة الإنجليزية
- مدرسة وودلاندز بارك الابتدائية

### المدارس المستقلة[45]
- درسة بيتش لودج (مختلطة من 7 إلى 17 سنة).
- مدرسة كليرز كورت (تعليم متكامل من 3 إلى 18 سنة: حضانة مختلطة [3-5 سنوات]؛ بنات [4-16 سنة] وبنين [4-16 سنة] في هيئة الماس؛ الصف السادس مختلط).
- مدرسة هيريز (مختلطة من 3 إلى 11 سنة).
- مدرسة هايفيلد (بنين من 2 إلى 4 سنوات؛ بنات من 2 إلى 11 سنة).
- مدرسة سانت بيران (مختلطة من 3 إلى 11 سنة).
- مدرسة ريدروفز للفنون التمثيلية (مختلطة من 9 إلى 18 سنة بدوام كامل وجميع الأعمار للفصول الأسبوعية)

أقرب مؤسسة تعليم عالي هي جامعة باكينغهامشاير الجديدة في هاي وايكومب، على بُعد حوالي 14.5 كيلومترًا (9 أميال) إلى الشمال. جامعة ريدينغ وجامعة وست لندن (معهد بيركشاير للصحة في ريدينغ) تقعان على بُعد حوالي 21 كيلومترًا (13 ميلًا) تقريبًا إلى الجنوب الغرب.

## الشخصيات البارزة والشركات

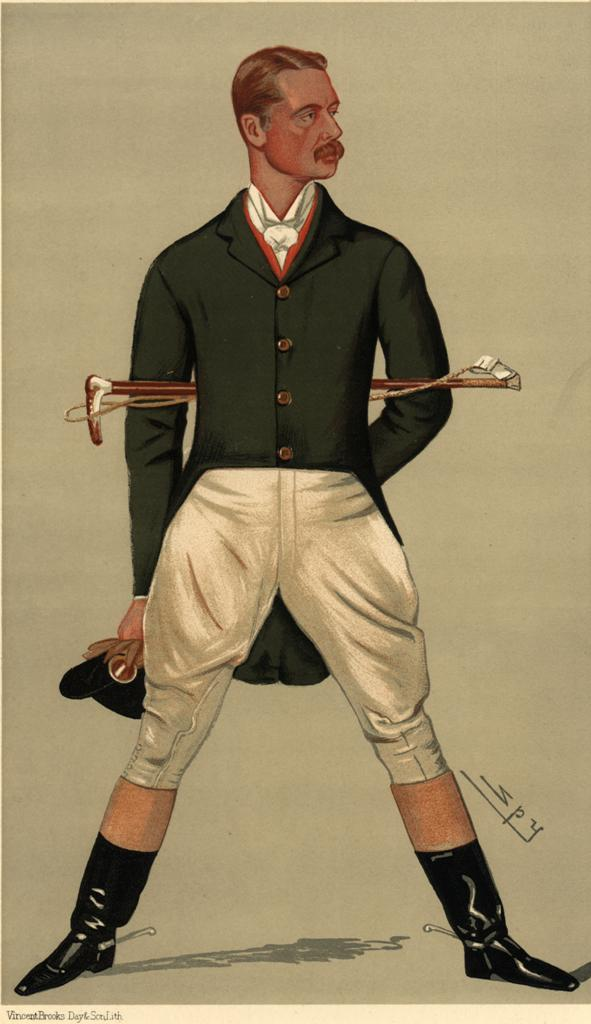
كان ويليام جرينفيل بارون ديسبورو الأول رياضيًا وسياسيًا وموظفًا عامًا قام بالعديد من الأعمال الجيدة للمدينة.

يمكن إحصاء عدد من الشخصيات البارزة بين المقيمين الحاليين والسابقين في ميدنهيد، إلى ما يلي:
- مقدم برامج تلفزيون الأطفال ومضيف البرامج الإذاعية توبي أنستيس (مواليد 1968).[46]
- عاش قائد الجناح كلايف بيدون (1919-1996) وزوجته الثانية جين بيدون (1913-1999) في ميدنهيد منذ عام 1994.
- وُلد الأخوان المخرجان روي (1913-2001) وجون بولتينج (1913-1985) في قرية براي على مشارف ميدنهيد في نوفمبر 1913.
- ماري آن براون (1812–1845) كانت شاعرة وكاتبة نوتات موسيقية بريطانية.
- إد تشاينا (مواليد 1971)، مقدم برامج تلفزيونية إنجليزي، ميكانيكي، متخصص في السيارات ومخترع.
- عاشت الممثلة ديانا دورس (1931-1984) معظم حياتها في المدينة،[47] في عدة عقارات.
- المذيع ريتشارد ديمبلبي (1913-1965) عاش لبعض الوقت في جزيرة بولتر.
- ولد الكاتب المسرحي الإنجليزي السير جورج إثيريدج (حوالي 1636 - حوالي 1692) في ميدنهيد.
- كانت المدينة موطنًا للعقيد السير والتر دي فريس (1870-1935) والسيدة ماتيلدا دي فريس (1864-1952) المعروفة أيضًا باسم فيستا تيلي.
- شاركت Spice Girls منزلًا في مايدنهيد لمدة عام قبل صعودها إلى النجومية.[48]
- قام آرثر ورون هاكر بتأسيس شركة راديو هاكر المحدودة في ميدنهيد في عام 1959، وهي شركة منتجة لأجهزة الراديو الترانزستور الدقيقة التي حصلت لفترة في السبعينيات على مذكرة التعيين الملكية.
- كاتب المقالات والروائي نيك هورنبي (مواليد 1957) تلقى تعليمه في مدرسة ميدنهيد النحوية (الآن مدرسة ديسبورو).[49]
- "التنين" بيتر جونز (مواليد 1966).
- آندي كينج (مواليد 1988) نشأ في ميدنهيد، وحضر مدرسة فورز بلات العليا، يلعب لفريق ليستر سيتي وساعدهم على الفوز بلقب الدوري الإنجليزي الممتاز في عام 2016.
- المؤلف هيو لوفتينج (1886–1947)، مؤلف كتاب دكتور دوليتل، ولد في ميدنهيد.[50]
- المؤلف والمذيع جون أوفاريل (مواليد 1962).[51]
- كما اجتذب موقع ميدنهيد على ضفاف النهر العديد من المشاهير، بما في ذلك المذيع السابق مايكل باركنسون (1935–2023).
- عاش البحار السير إسحاق بوكوك وابن أخيه الكاتب المسرحي إسحاق بوكوك في راي هاوس في ميدنهيد في القرن الثامن عشر.
- الرياضي مارك ريتشاردسون (مواليد 1972).
- بينكنيز جرين، وهي قرية صغيرة بالقرب من المدينة، كانت موطنًا للسير نيكولاس وينتون (1909–2015)، وقد أنقذت جهوده البطولية 669 طفلًا يهوديًا من تشيكوسلوفاكيا عند اندلاع الحرب العالمية الثانية. يوجد تمثال له في محطة سكة حديد ميدنهيد.

## معرض الصور

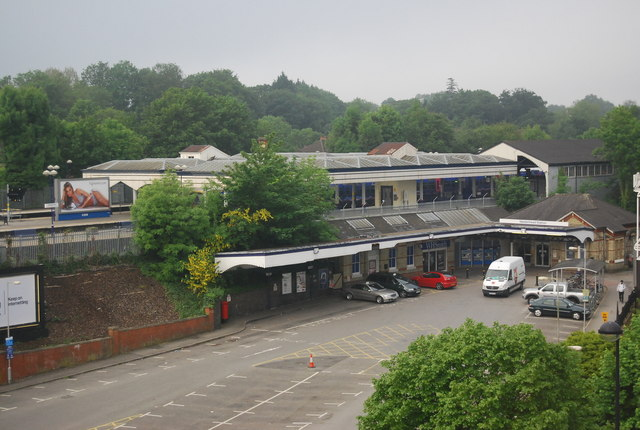
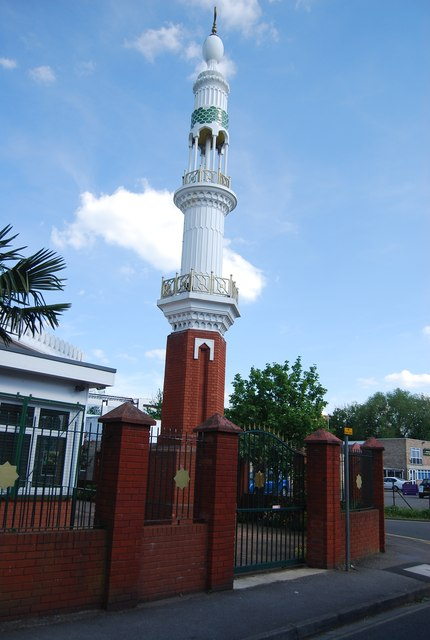
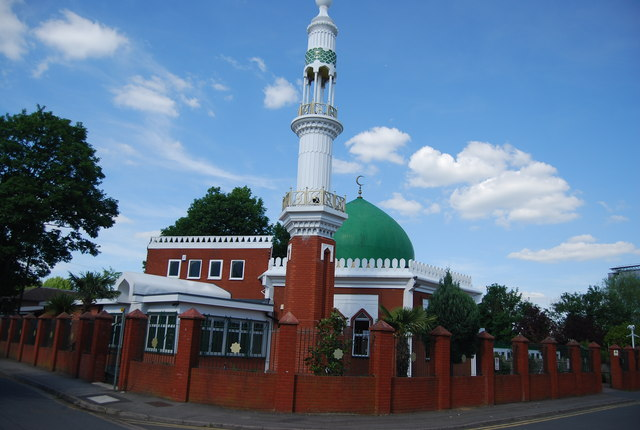
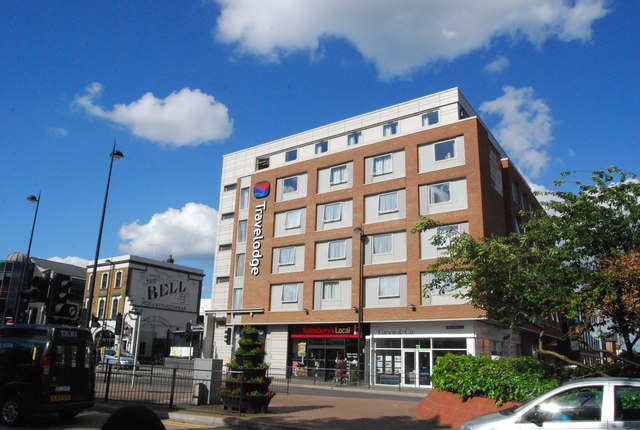
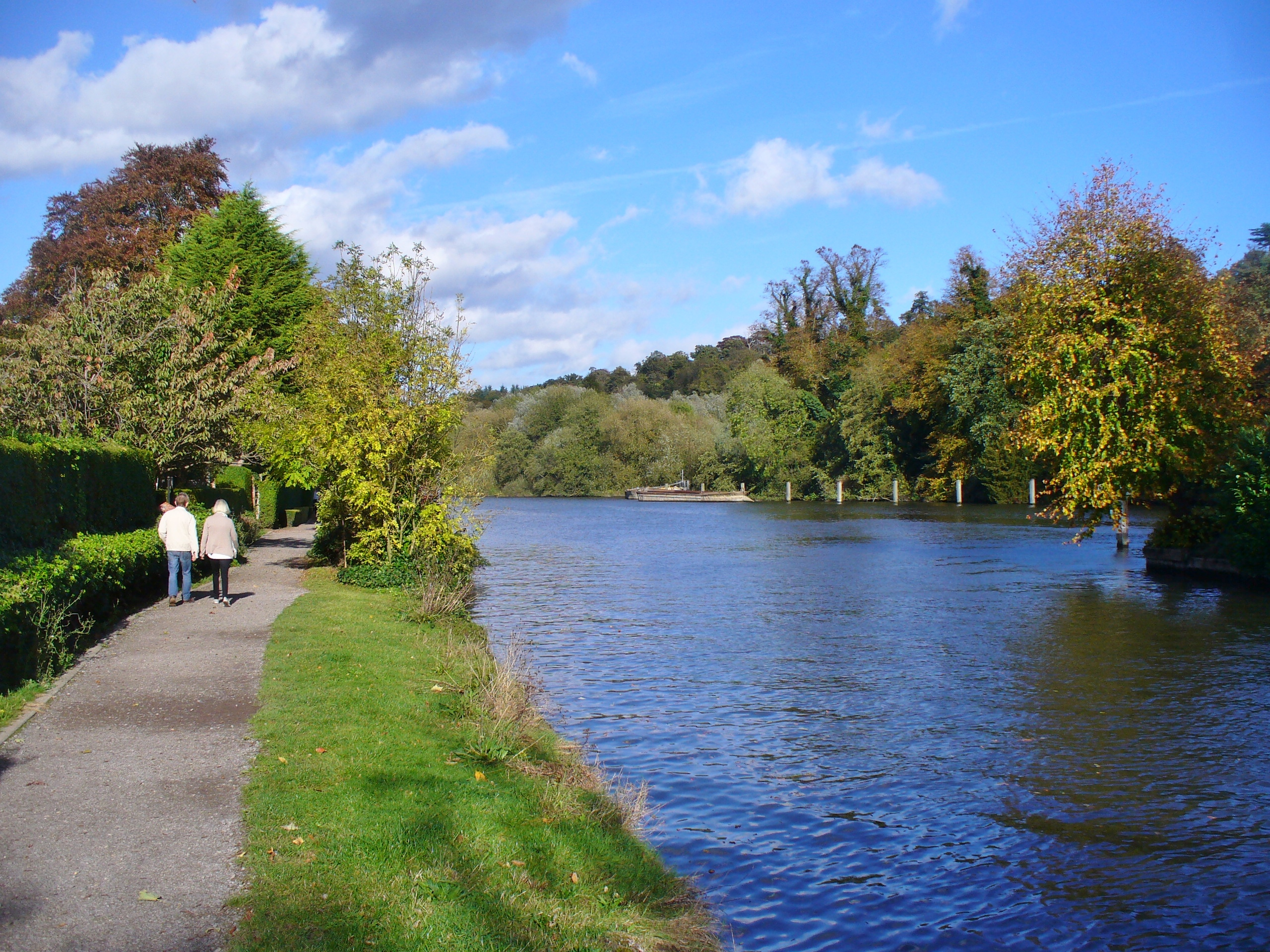
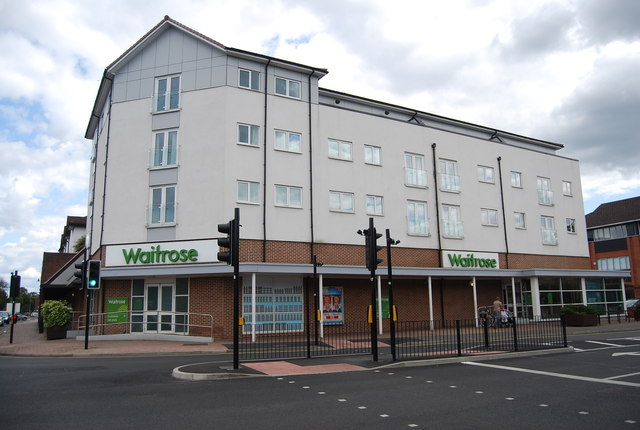
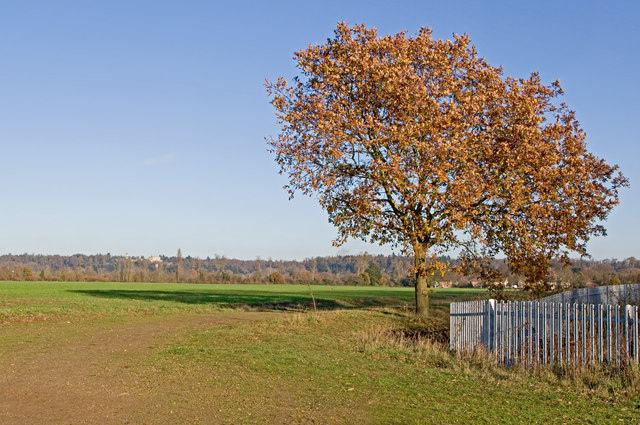
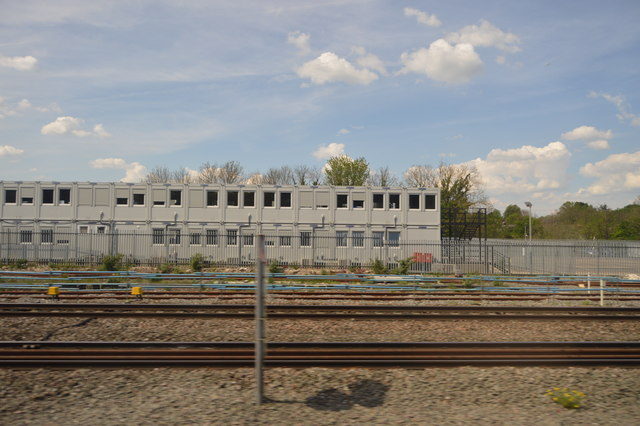
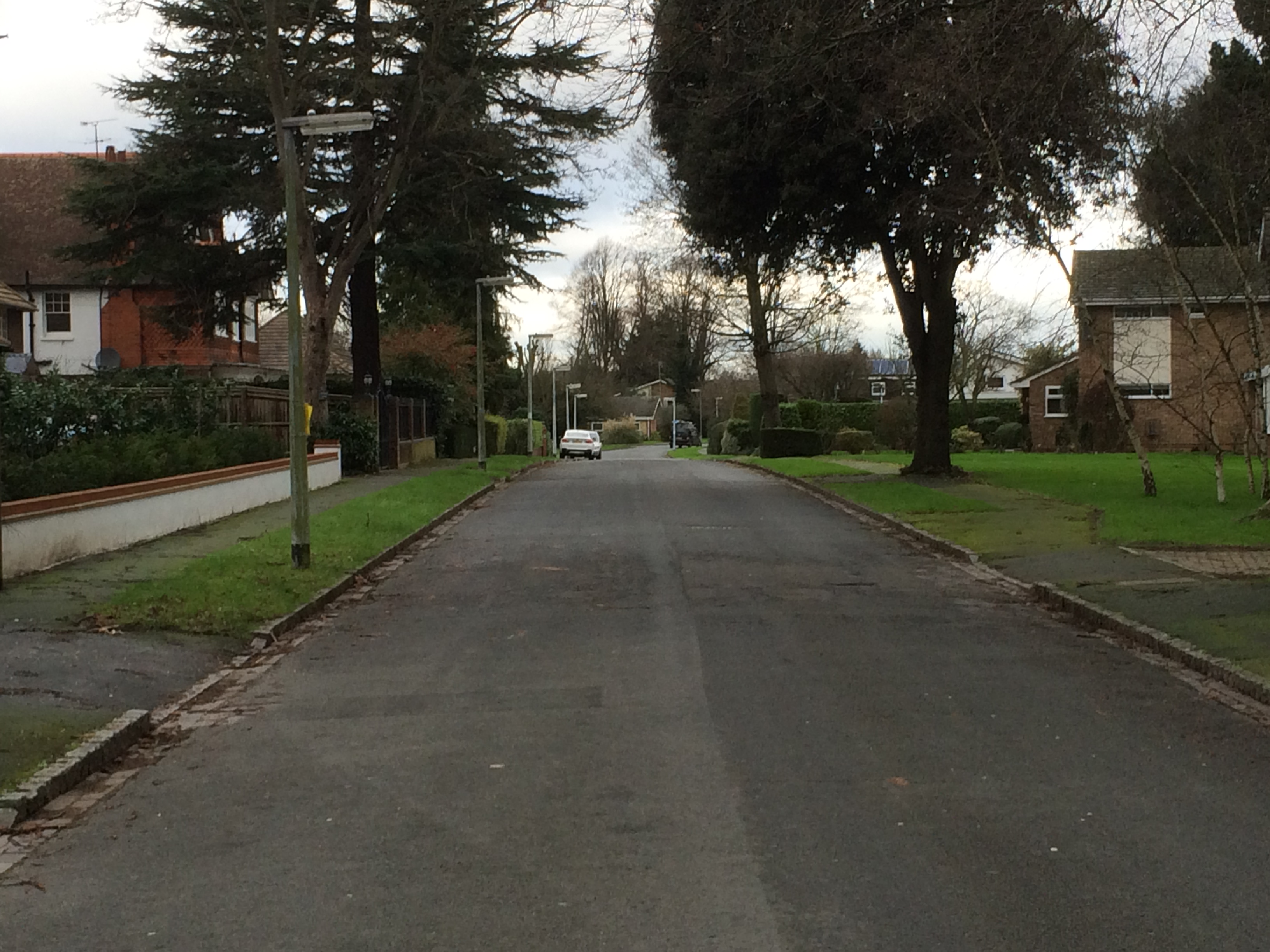
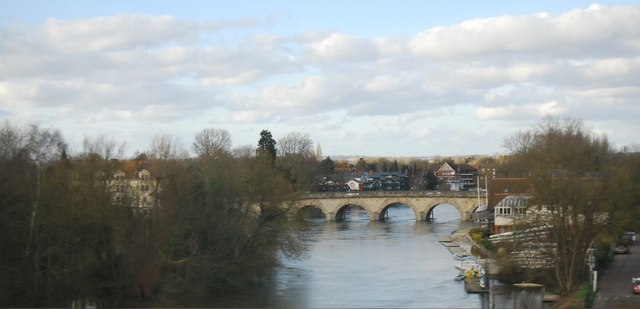
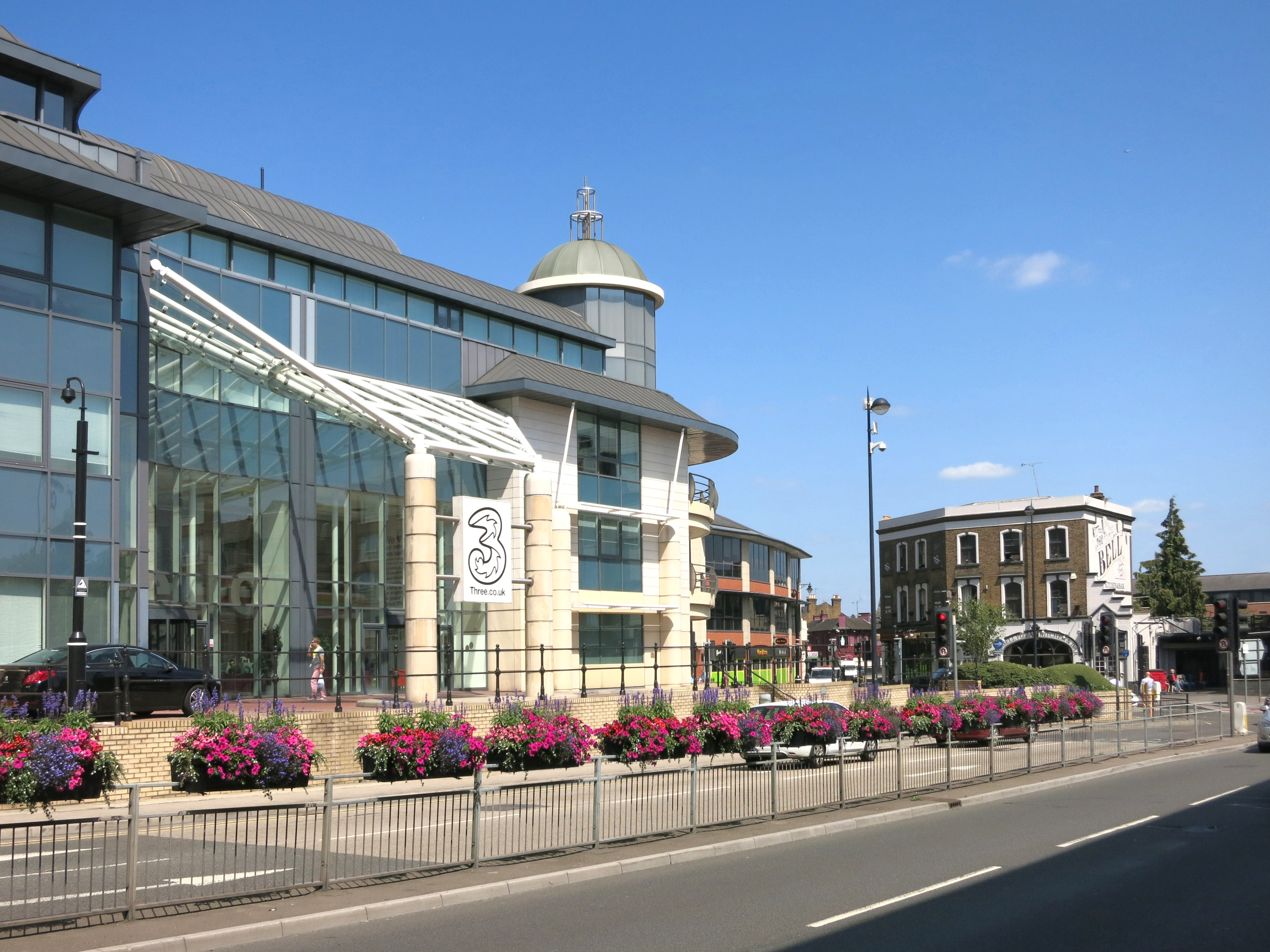
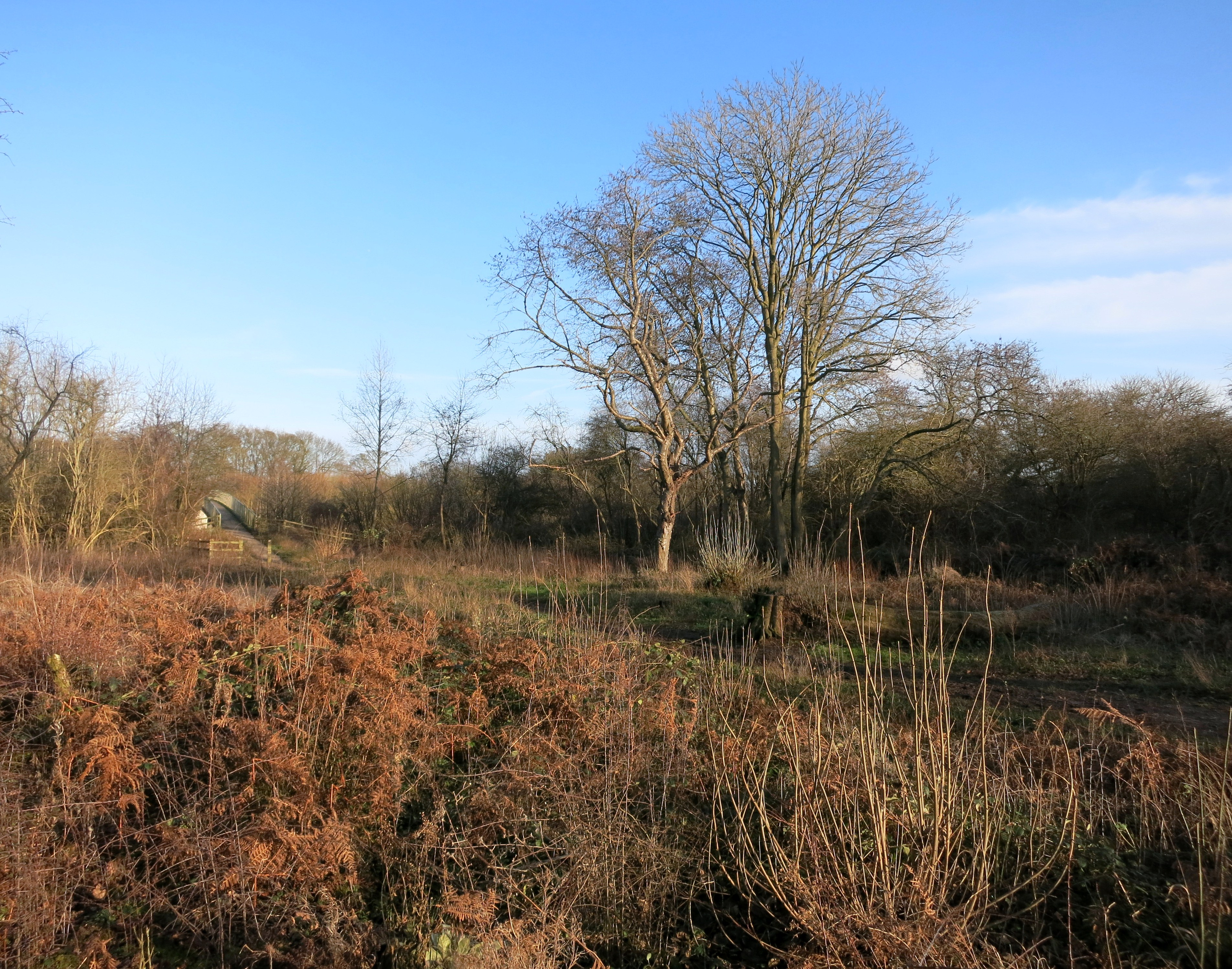

## الروابط الخارجية
- المنطقة الملكية في وندسور وميدنهيد